# سلمیاک
سلمیاک  (به انگلیسی: Salmiak) با فرمول شیمیایی  از مجموعه کانی هاست و به آسانی در آب حل می‌شود و شورمزه‌است. کانیهای مشابه آن سیلوین، هالیت است که از آنها در حرارت با بوی آمونیاک متمایز می‌گردد. از نمک آمونیاک مشتق شده‌است. در شعله گاز ناپدید می‌شود. درحرارت با سود و اسیدها آمونیاک تولید می‌کند. NH۴: ۳۳٫۷۲٪ Cl:۶۶٫۲۸٪ برای اولین بار در چک اسلواکی کشف شد و از نظر شکل بلور: تتراگون - تری اکتائدر - رمبودوکائدر، رنگ: بیرنگ - سفید - زرد - متمایل به قرمز، شفافیت: نیمه شفاف، جلا: شیشه ای، رخ: کامل - مطابق باسطح، سیستم تبلور: مکعبی و در رده‌بندی هالوژن است و منشأ تشکیل آن دومین است.
همایند کانی‌شناسی (پارانژ) آن سیلوین - هالیت- گوگرد- هالیت است
، از نظر ژیزمان بلورها با سطوح متعدد - پودر- لایه لایه- شوره‌ای - تجمع بادبزنی شکل محلی است و بیشتر در ایتالیا (وزو - اتنا) و آلمان یافت می‌شود.